# Sites mégalithiques de l'Yonne
Cet article présente la liste des sites mégalithiques de l'Yonne, en France.

## Répartition géographique
Les mégalithes se rencontrent essentiellement dans le Senonais, dans le reste du département ils sont très rares et certains encore incertains. Les tombes mégalithiques sont concentrées le long de la vallée de l'Oreuse et en amont de ses sources jusqu'à la bordure orientale de la forêt de Lancy. L'absence de corrélation entre la répartition des polissoirs et celle des dolmens ou entre la répartition des menhirs et celle des dolmens sont assez frappantes.
| \| Auxerre Avallon Sens \| Répartition géographique des mégalithes. · : dolmen - : menhir - : polissoir et autre mégalithe |
| Auxerre Avallon Sens |

## Typologie

### Les dolmens
Le dolmen senonnais est de petite taille. Il ne comporte qu'une seule table de couverture d'une longueur inférieure à 3 m reposant sur deux supports latéraux. les chambres dolméniques sont généralement enterrées, seule la table de couverture dépassant du sol. les chambres mesurent souvent moins de 1 m de large. Deux seulement ont été fouillé avec rigueur mais sans fournir un mobilier archéologique significatif. 

### Les menhirs
Les menhirs de l'Yonne sont des menhirs isolés. Á la fin du XIXe siècle, beaucoup de pierres dressées ont été très hâtivement classées comme menhirs mais elles demeurent douteuses en l'absence de tout contexte archéologique.

### Les polissoirs
À la fin du XXe siècle, le nombre de polissoirs répertoriés dans l'Yonne était de 89. Parmi eux, 10 avaient été identifiés par Joseph Déchelette en 1908, 19 par Hure en 1921 et 58 par Pierre Glaizal en 1993. Les polissoirs de l'Yonne sont le plus souvent constitués d'un gros bloc de grès, soit à grain très fin et très dur (appelé cliquart), soit tendre. Le poudingue a plus rarement été utilisé (Dixmont). Leur couleur varie de l'ocre rouge ferrugineux au blanc presque pur.
Les hommes du Néolithique ont recueilli les silex nécessaires à l'élaboration de leurs outils sur les versants des collines ou aux ruptures des pentes. Au Néolithique moyen, ils ont extrait le silex selon une technique plus élaborée, par l'exploitation de puits et galeries rayonnantes dans la craie du Sénonais, au moyen de pics en bois ou en silex. Il était facile d'extraire les rognons de toutes tailles en abondance et de choisir ceux les plus aptes à la mise en forme de hache, de coins à fendre le bois, de pics, etc. Les mines de silex (minières) se répartissent de façon très localisée : on en compte une dizaine de part et d'autre de l’Yonne, à Champigny, Courlon-sur-Yonne, Courgenay, Gron, Serbonnes, Saint-Martin-du-Tertre, Fontaines et Passy. Ces minières nécessitaient une division du travail et une notion de marché et de réseau d'échange. 
À Serbonnes, Jablines, Villemaur-sur-Vanne, le façonnage des ébauches de haches est réalisé sur le site ainsi que l'indique la présence d'éclats de débitage. Les ébauches sont ensuite confiées aux polisseurs. 
Si les polissoirs de l'Yonne sont passés inaperçus dans le folklore, les appellations de certains sont toutefois caractéristiques de la diabolisation médiévale liée à un site. D'autres renvoient à la pratique de cultes pré-chrétiens : la pierre aux fées (Cérilly), la roche au diable (Les Bordes), la vallée d'enfer (Courgenay). D'autres font allusion aux rainures de polissage : la pierre à neuf coups (Courgenay), la pierre au fouet (Thorigny-sur-Oreuse).

## Inventaire
| Monument                                | Commune                         | Remarque                             | État                  | Coordonnées                         | Illustration |
| --------------------------------------- | ------------------------------- | ------------------------------------ | --------------------- | ----------------------------------- | ------------ |
| Pierre-Fitte                            | Aillant-sur-Tholon              |                                      | Classé MH (1913)      | 47° 51′ 44″ N, 3° 18′ 49″ E         |              |
| Polissoir du Fond Pivet                 | Bagneaux                        |                                      |                       | 48° 15′ 54″ N, 3° 35′ 07″ E         |              |
| Polissoir de la Côte de Fontaine        | Les Bordes                      |                                      |                       |                                     |              |
| Polissoir du Crot à l'Ogre              | Les Bordes                      |                                      |                       |                                     |              |
| Polissoirs de la Roche                  | Les Bordes                      | 3 polissoirs                         |                       |                                     |              |
| Polissoirs des Côtats du Fourneau       | Les Bordes                      | 2 polissoirs                         |                       |                                     |              |
| Polissoirs du Vieux Verger              | Cérilly                         | 3 polissoirs                         |                       |                                     |              |
| Polissoir du Bois de la Bacule          | Cerisiers                       |                                      |                       |                                     |              |
| Polissoir du Bas du Chêne Coton         | Champigny                       |                                      |                       | 48° 17′ 51″ N, 3° 08′ 47″ E         |              |
| Polissoirs de la Forêt d'Eau            | La Chapelle-sur-Oreuse          | 2 polissoirs                         |                       | 48° 17′ 24″ N, 3° 18′ 30″ E         |              |
| Polissoirs du Bois de la Pommeraie      | La Chapelle-sur-Oreuse          | 2 polissoirs                         |                       |                                     |              |
| Menhir de la Femme Blanche              | Châtel-Gérard                   |                                      |                       | 47° 37′ 29″ N, 4° 04′ 44″ E         |              |
| Dolmen de la Pierre Couverte            | Courgenay                       | autre nom dolmen de la Vente d'Issey | détruit en 1845       |                                     |              |
| Pierre au Lorin                         | Courgenay                       | sépulture sous dalle                 | détruite en 1897-1898 |                                     |              |
| Polissoir de Lancy                      | Courgenay                       |                                      | Classé MH (1922)      | 48° 17′ 58″ N, 3° 29′ 57″ E         |              |
| Polissoir des Roches                    | Courgenay                       |                                      | Classé MH (1889)      | 48° 16′ 50″ N, 3° 34′ 09″ E         |              |
| Polissoir du Sauvageon                  | Courgenay                       |                                      | Classé MH (1922)      | 48° 17′ 12″ N, 3° 31′ 04″ E         |              |
| Polissoir de la Vallée d'Enfer          | Courgenay                       |                                      |                       | 48° 16′ 45″ N, 3° 34′ 50″ E         |              |
| Menhir du Bois de l'Enfourchure         | Dixmont                         |                                      |                       | 48° 03′ 32″ N, 3° 27′ 21″ E         |              |
| Polissoirs de la Borde à la Gousse      | Dixmont                         | 3 polissoirs                         |                       | 48° 05′ 27″ N, 3° 27′ 53″ E         |              |
| Menhir des Rivaux                       | Égriselles-le-Bocage            | autre nom la Grand'Borne             | Classé MH (1894)      | 48° 06′ 01″ N, 3° 12′ 01″ E         |              |
| Polissoir de la Vau Sourde              | Égriselles-le-Bocage            |                                      |                       |                                     |              |
| Polissoirs du Bois des Coudriers        | Flacy                           | 3 polissoirs                         |                       | 48° 12′ 34″ N, 3° 35′ 45″ E         |              |
| Polissoirs de la Pierre à l'eau         | Lailly                          | 3 polissoirs                         | Classé MH (1922)      | 48° 16′ 55″ N, 3° 30′ 10″ E         |              |
| Polissoir du Bois de Pilan              | Marsangy                        |                                      |                       |                                     |              |
| Polissoirs des Roches                   | Marsangy                        |                                      |                       |                                     |              |
| Pierre du Bois des Haies                | Massangis                       | autre nom Pierre du Bois des Zées    |                       | 47° 36′ 39″ N, 4° 02′ 19″ E         |              |
| Menhir de la Cour Notre-Dame            | Michery                         |                                      |                       | 48° 17′ 42″ N, 3° 13′ 28″ E         |              |
| Pierre Pointe                           | Montacher-Villegardin           | menhir                               | Inscrit MH (1952)     | 48° 08′ 54″ N, 3° 02′ 42″ E         |              |
| Haute-Borne                             | Noé                             | menhir incertain                     | Classé MH (1939)      | 48° 08′ 09″ N, 3° 23′ 30″ E         |              |
| Polissoir des Fainéants                 | Noé                             |                                      | Classé MH (1938)      | 48° 08′ 55″ N, 3° 23′ 02″ E         |              |
| Pierre tumulaire de la Sablonnière      | Passy                           | mégalithe incertain                  |                       | déplacé 48° 06′ 38″ N, 3° 18′ 14″ E |              |
| Polissoir du Bois des Brosses           | Passy                           |                                      |                       |                                     |              |
| Dolmen des Hauts-Bords                  | Pont-sur-Yonne                  | sépulture en fosse                   | détruit,              |                                     |              |
| Polissoir du Fossé Blanc                | La Postolle                     |                                      |                       |                                     |              |
| Polissoirs du Bois de la Défense        | Saint-Agnan                     | 2 polissoirs                         |                       |                                     |              |
| Menhir du Bois des Philippières         | Saint-Martin-d'Ordon            |                                      |                       |                                     |              |
| Polissoir de la Grande Porte            | Saint-Martin-du-Tertre          |                                      |                       |                                     |              |
| Polissoir de la Vallée des Saules       | Saint-Martin-sur-Oreuse         |                                      |                       |                                     |              |
| Dolmen du Bois de Bray                  | Saint-Maurice-aux-Riches-Hommes |                                      | ruiné                 | 48° 19′ 28″ N, 3° 27′ 29″ E         |              |
| Dolmens de Trainel                      | Saint-Maurice-aux-Riches-Hommes |                                      | Classé MH (1922)      | 48° 20′ 00″ N, 3° 28′ 45″ E         |              |
| Dolmen et menhir de Lancy               | Saint-Maurice-aux-Riches-Hommes |                                      | Classé MH (1889)      | 48° 19′ 05″ N, 3° 29′ 25″ E         |              |
| Dolmens de Lapôtre                      | Saint-Maurice-aux-Riches-Hommes | 3 dolmens                            | ruinés                |                                     |              |
| Polissoir de la Forêt de Lancy          | Saint-Maurice-aux-Riches-Hommes |                                      |                       | 48° 17′ 58″ N, 3° 29′ 57″ E         |              |
| Polissoir de la Tour de Villechat       | Saint-Maurice-aux-Riches-Hommes |                                      |                       |                                     |              |
| Polissoir du Bois de Bray               | Saint-Maurice-aux-Riches-Hommes |                                      |                       |                                     |              |
| Pierre Aigüe                            | Savigny-sur-Clairis             | menhir                               |                       | 48° 04′ 22″ N, 3° 04′ 15″ E         |              |
| Pierre à Colon                          | Les Sièges                      |                                      | Classé MH (1889)      | 48° 08′ 55″ N, 3° 32′ 47″ E         |              |
| Pierre Frite                            | Sommecaise                      | menhir                               |                       | 47° 48′ 58″ N, 3° 12′ 57″ E         |              |
| Dolmen du Bois des Glands               | Soucy                           |                                      |                       |                                     |              |
| Polissoir du Bois du Bouquet            | Soucy                           |                                      |                       |                                     |              |
| Polissoirs du Bois des Glands           | Soucy                           | 5 polissoirs                         |                       | 48° 16′ 29″ N, 3° 20′ 09″ E         |              |
| Dolmen de la Bertauche                  | Thorigny-sur-Oreuse             |                                      |                       |                                     |              |
| Pierres au Fouet                        | Thorigny-sur-Oreuse             | 2 polissoirs                         |                       |                                     |              |
| Polissoir de la Bardauche               | Thorigny-sur-Oreuse             |                                      |                       |                                     |              |
| Polissoir du Bois de Chenevisy          | Thorigny-sur-Oreuse             |                                      |                       |                                     |              |
| Polissoirs du Bois de Mainboeuf         | Thorigny-sur-Oreuse             | 3 polissoirs                         |                       |                                     |              |
| Pierre-Enlevée                          | Vaumort                         |                                      | Classé MH (1889)      | 48° 09′ 14″ N, 3° 26′ 20″ E         |              |
| Grande Ménagère                         | Verlin                          | menhir                               |                       | 48° 00′ 24″ N, 3° 14′ 24″ E         |              |
| Menhir du Bois Michot                   | Verlin                          | menhir                               |                       | 48° 00′ 22″ N, 3° 12′ 49″ E         |              |
| Polissoirs du Bois de Villambert        | Véron                           | 5 polissoirs                         |                       |                                     |              |
| Polissoir de la Ferme de la Sablonnière | Villefranche                    |                                      |                       |                                     |              |
| Polissoir de la Pierre de Minuit        | Villemanoche                    |                                      |                       |                                     |              |
| Polissoir des Usages                    | Villemanoche                    |                                      |                       |                                     |              |
| Sépulture sous dalle du Gallat          | Villemanoche                    |                                      | détruit               |                                     |              |
| Pierre Frite                            | Villeneuve-sur-Yonne            |                                      | Classé MH (1954)      | 48° 03′ 51″ N, 3° 17′ 09″ E         |              |
| Pierre qui sent l'huile                 | Villeneuve-sur-Yonne            | polissoir autre nom La Grosse Pierre |                       | 48° 05′ 08″ N, 3° 18′ 32″ E         |              |
| Polissoir du Poirier d'Hiver            | Villeneuve-sur-Yonne            |                                      |                       |                                     |              |
| Polissoir du Bois du Puits de la Coudre | Villethierry                    |                                      |                       |                                     |              |
| Grosse-Borne                            | Voutenay-sur-Cure               | menhir                               |                       | 47° 33′ 53″ N, 3° 45′ 41″ E         |              |